# Indulinscharlach
Indulinscharlach ist eine chemische Verbindung aus der Gruppe der Azine und gehört zu den Monoaminophenazin- und den kationischen Farbstoffen. Früher wurde es häufig für den Kattundruck und den Ombredruck auf Garnen verwendet.

## Geschichte

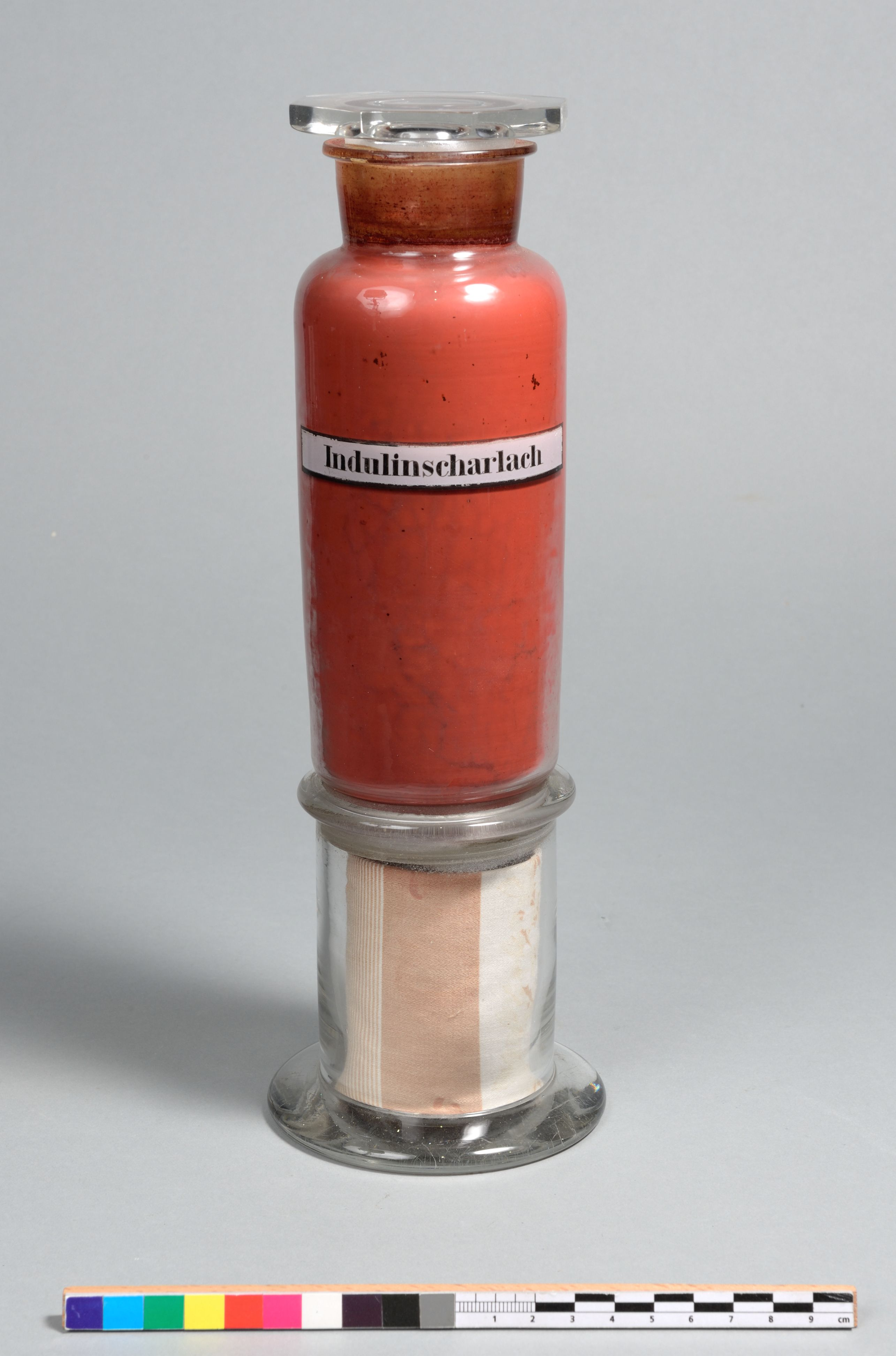
Glasflasche mit Indulinscharlach
(Deutsches Museum / Dirk Dahmer)

Indulinscharlach gehört zu den Indulin-Farbstoffen, die bereits 1863 von Heinrich Caro und John Dale entwickelt wurden. Der Farbstoff selbst wurde 1892 von der BASF patentiert.

## Herstellung
Indulinscharlach entsteht beim Erhitzen von 1-Aminonaphthalin mit dem Azofarbstoff, den man durch Kupplung von diazotiertem Anilin auf N-Ethyl-p-toluidin erhält.

## Eigenschaften
Indulinscharlach ist in moderat alkalischen Lösungen löslich. Beim Ätzdruck können durch Zusatz geringer Mengen Indulinscharlach zur Ätzpaste (beispielsweise Rongalit C) auch bei schwer reduzierbaren Azofarbstoffen reinweiße Ätzeffekte erzielt werden.

## Externe Links zu erwähnten Verbindungen
1. ↑  Externe Identifikatoren von bzw. Datenbank-Links zu N-Ethyl-p-toluidin:  CAS-Nr.: 622-57-1, EG-Nr.: 210-742-9, ECHA-InfoCard: 100.009.767, PubChem: 61164, ChemSpider: 55111, Wikidata: Q63391562.